# Африканська меншина в Польщі
Африканська меншина в Польщі або афро-поляки (пол. Afropolacy), це громадяни або мешканці Польщі африканського походження. Станом на 2023 рік серед країн ЄС Польща має один з найнижчих показників частки людей африканського походження (<0,1 % від загальної кількості населення). 

## Історія
Поява афро-польської спільноти пов'язана з освітньою імміграцією до Польської Народної Республіки. Комуністична влада підтримувала антиколоніальні рухи в Африці в рамках зовнішньої політики СРСР. З 1950-х до 1980-х років до Польщі емігрували багато африканців, щоб здобути вищу освіту. Хоча більшість африканських студентів повернулися на Батьківщину, багато хто вирішив залишитися в Польщі та отримати громадянство. Сучасна африканська меншина в Польщі в більшості складається з цих африканців та їхніх нащадків.
У 1955 році у Варшаві відбувся 5-й Всесвітній фестиваль молоді та студентів. На фестиваль, організований лівою антиімперіалістичною Всесвітньою федерацією демократичної молоді, було запрошено тисячі делегатів з усього світу, у тому числі майже 1000 африканців. Комуністичне керівництво Польщі хотіло висловити солідарність і просувати ідеї соціалізму народам Африки з колонізованих країн. Це була одна з перших зустрічей поляків з небілими людьми після занепаду мультикультурної та багатонаціональної Другої польської республіки, після Другої світової війни. Польське агентство преси отримало завдання документувати всіх африканських відвідувачів, що розпочало поточні серії польських прес-фото, на яких зображені африканські відвідувачі та мешканці Польщі.

## Афро-польські громадяни і мешканці

### Сучасні

#### Медіа
- Мамаду Діуф — музикант сенегальського походження
- Клаудія Ель Дурсі — актриса
- Роберт Ель Генді — журналіст і телеведучий єгипетського походження
- Сара Джеймс — польська співачка нігерійського походження[3]
- Патрісія Казаді — польська актриса конголезького походження
- Ферід Лахдар — алжирський співак
- Оменаа Менса — польська телеведуча ганського походження
- Омар Сангаре — польсько-американський актор, академік, поет і театральний режисер
- Пако Сарр- музикант сенегальського походження
- Патриція Соліман — польська актриса, у якої батько -єгиптянин
- Александра Швед — польська актриса нігерійського походження
- Хосе Торрес — музикант афро-кубинського походження
- Томаш Торрес — музикант афро-кубинського походження
- Іфі Уде — співачка нігерійського походження
- Osuenhe Ugonoh — телеведучий нігерійського походження
- Даміан Укедже — музикант нігерійського походження

#### Політичні та громадські діячі
- Кілліон Муньяма — колишній член Сейму від Громадянської платформи, родом із Замбії
- Джон Годсон — колишній член Сейму від Польської Народної Партії, родом з Нігерії
- Krystian Legierski — ЛГБТ-активіст, польського та мавританського походження

#### Спортсмени
- Бабатунде Айєгбусі — польський професійний борець нігерійського походження
- Майкл Амеяу — футболіст ганського походження
- Ішмаель Байду — ганський футболіст
- Фердинанд Чі Фон — камерунський футболіст на пенсії
- Мартінс Еквуме — нігерійський футболіст
- Софія Еннауї — бігунка на середні дистанції, у якої батько — марокканець
- Келечі Іхеаначо — нігерійський футболіст
- Бенджамін Іме — нігерійський футболіст
- Максвелл Калу — нігерійський футболіст
- Томас Келаті — баскетболіст еритрейського походження
- Тафара Мадембо — футболіст зімбабвійського походження
- Ален Нгамаяма — футболіст конголезького походження
- Еммануель Олісадебе — нігерійський футболіст
- Наталія Паділья — футболістка марокканського походження
- Артур Партика — колишній стрибун у висоту, у якого батько — алжирець
- Яред Шегумо — бігун ефіопського походження, який спеціалізується на марафонах
- Джеремі Сохан — польсько-афроамериканський баскетболіст
- Мухамаду Траоре — сенегальський футболіст
- Стенлі Уденквор — колишній футболіст нігерійського походження
- Ізуагбе Угонох — польський боксер нігерійського походження

### Померлі

#### Медіа
- Август Агбола О'Браун — джазовий барабанщик, учасник польського руху опору

#### Військові
- Владислав Францішек Яблоновський — польський наполеонівський генерал англо-африканського походження

#### Спортсмени
- Роберт Мітверанду — футболіст зімбабвійського походження

#### Інші
- Абдулкадір Габейре Фарах — історик і громадський діяч сомалійського походження.
- Максвелл Ітоя — іммігрант з Нігерії в Польщі, який був убитий на блошиному ринку під час поліцейського рейду.
- Саймон Мол — камерунський антирасистський активіст, заарештований за навмисне поширення вірусу ВІЛ
- Едуард фон Фойхтерслебен — інженер і письменник